# Canton de Levallois-Perret-Nord
Le canton de Levallois-Perret-Nord est une ancienne division administrative française située dans le département des Hauts-de-Seine et la région Île-de-France.
Dans le cadre du redécoupage cantonal de 2014 en France, les deux cantons de Levallois-Perret-Nord et Sud, ont été supprimés, pour permettre notamment la création du nouveau canton de Levallois-Perret.

## Histoire
Dans le cadre de la mise en place du département des Hauts-de-Seine, le canton de Levallois-Perret-Nord, comprenant une partie de chacune des communes de Levallois-Perret et de Clichy et correspondant à un démembrement des anciens cantons de Clichy et de Canton de Levallois-Perret du département de la Seine, est créé par le décret du 20 juillet 1967.
Un nouveau découpage territorial des Hauts-de-Seine entre en vigueur à l'occasion des premières élections départementales suivant le décret du 26 février 2014. Les conseillers départementaux sont, à compter de ces élections, élus au scrutin majoritaire binominal mixte. Les électeurs de chaque canton élisent au Conseil départemental, nouvelle appellation du Conseil général, deux membres de sexe différent, qui se présentent en binôme de candidats. Les conseillers départementaux sont élus pour 6 ans au scrutin binominal majoritaire à deux tours, l'accès au second tour nécessitant 12,5 % des inscrits au 1er tour. En outre la totalité des conseillers départementaux est renouvelée. Ce nouveau mode de scrutin nécessite un redécoupage des cantons dont le nombre est divisé par deux avec arrondi à l'unité impaire supérieure si ce nombre n'est pas entier impair, assorti de conditions de seuils minimaux. Dans les Hauts-de-Seine, le nombre de cantons passe ainsi de 45 à 23. 
Dans ce cadre, les cantons de Levallois-Perret-Nord et de Canton de Levallois-Perret-Sud sont supprimés, afin de permettre la création du nouveau canton de Levallois-Perret et l’extension de celui de Clichy.

## Administration
| Période | Période | Identité             | Étiquette | Qualité |
| ------- | ------- | -------------------- | --------- | --- |
| 1967    | 1979    | Suzanne (Suzy) Cohen | PCF       | Chercheuse en sciences de l'éducation Maire-adjointe de Levallois-Perret                                                                             |
| 1979    | 1985    | Jacqueline Uzan      | PCF       | Chargée de mission en informatique à la direction du budget Chef de cabinet du Ministre de la Fonction Publique Anicet Le Pors                       |
| 1985    | 1998    | Brigitte de Coster,  | RPR       | Infirmière Maire-adjointe de Levallois-Perret |
| 1998    | 2004    | Thierry David        | PS        | Conseiller municipal de Levallois-Perret |
| 2004    | 2011    | Isabelle Balkany     | UMP       | Adjointe au maire de Levallois-Perret Vice-présidente du Conseil Général Ancienne conseillère générale du Canton de Levallois-Perret-Sud (1988-2001) |
| 2011    | 2015    | Sylvie Ramond        | UMP       | Chef d'entreprise Adjointe au maire de Levallois-Perret Conseillère municipale de Levallois-Perret de 1983 à 2020                                    |

## Composition
Le canton de Levallois-Perret-Nord était constitué, aux termes du décret de 1967 et selon la toponymie de l'époque, par : 
a) « La partie de la commune de Levallois-Perret délimitée à l'Ouest par l'axe de la rue Carnot (jusqu'à la rue Louise-Michel), l'axe de la rue Louise-Michel (jusqu'à la rue Anatole-France), l'axe de la rue Anatole-France (jusqu'à la rue Louis-Rouquier), l'axe de la rue Louis-Rouquier (jusqu'à la rue du Président-Wilson), l'axe de la  rue du Président-Wilson (jusqu'à la rue Paul-Vaillant-Couturier), l'axe de la rue Paul-Vaillant-Couturier (jusqu'à la rue du Président-Wilson) et l'axe de la rue du Président-Wilson » ;
b) La partie de la commune de Clichy délimitée au nord-est « par l'axe des rues Médéric, de l'Ancienne-Mairie et de Paris ».
Le sud de la commune de Levallois-Perret était inclus dans le canton de Levallois-Perret-Sud, et le nord de la commune de Clichy dans le canton de Clichy.
| Communes                          | Population (2012) | Code postal | Code Insee |
| --------------------------------- | ----------------- | ----------- | ---------- |
| Clichy, commune entière           | 58 388            | 92 110      | 92 024     |
| Levallois-Perret, commune entière | 62 995            | 92 300      | 92 044     |

## Démographie
| 1968 | 1975 | 1982 | 1990   | 1999   | 2006   | 2011   | 2012   |
| ---- | ---- | ---- | ------ | ------ | ------ | ------ | ------ |
| -    | -    | -    | 39 796 | 40 400 | 46 422 | 48 570 | 48 024 |

## Pour approfondir